# Шторкау (Штендаль)
Шторкау (нем. Storkau) — деревня в Германии, в земле Саксония-Анхальт, входит в район Штендаль в составе городского округа Тангермюнде.
Население составляет 151 человек (на 31 декабря 2008 года). Занимает площадь 9,59 км².

## История
Первое упоминание о поселении относится к 1209 году.
В 1912 году вблизи Шторкау был построен дворец, с 1995 года используемый в качестве отеля.
До 31 декабря 2009 года Шторкау образовывала собственную коммуну, куда также входила ферма Билльберге (нем. Billberge, 52°37′54″ с. ш. 12°00′12″ в. д.).
1 января 2010 года, после проведённых реформ, Шторкау вошла в состав городского округа Тангермюнде в качестве района. В этот район также входит ферма Билльберге.

## Галерея

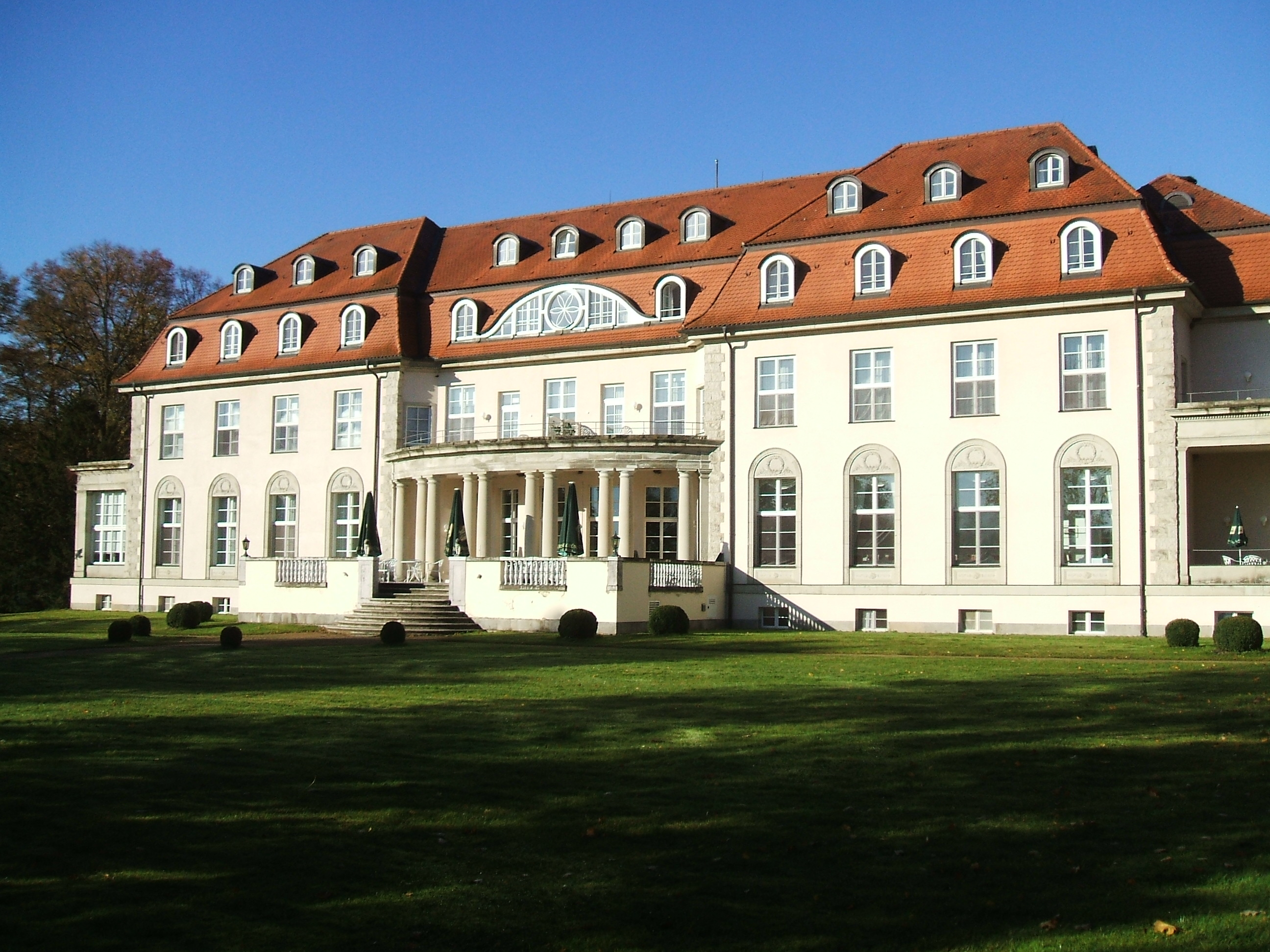
Дворец Шторкау